# 常居所
常居所（じょうきょしょ、英：habitual residence、仏：résidence habituelle）は、人が通常居住している場所。国際私法において連結点として用いられることがある。住所および居所とは異なる概念として、ハーグ国際私法会議により創出された。

## 常居所概念の導入経緯
人の私法的生活関係の本拠として、いわゆる属人法を採用する法律関係については、人の住所地を本拠として理解する住所地法主義と、人の国籍を有する国家を本拠として理解する本国法主義に、立法例が分かれる。
このうち、住所地法主義を採用する場合、法域により住所の要件が異なることから、各法域において住所地法主義を採用するように条約で定めたとしても、住所の認定が法域により異なる結果となる。このような結果を避けるため、ハーグ国際私法会議では、住所の代わりに常居所という概念を連結点として導入するに至った。

## 意義
常居所の概念については、スイス国際私法20条では「あらかじめ期間が限定されていても、相当程度長期にわたる滞在」の事実があればよいとし、ハンガリー国際私法12条では「相当の期間滞在する場所」など、一応の定義がされているが、ハーグ国際私法会議では一度も定義されたことがない。また、継続的に滞在する「意思」が不要であることは問題がないが、どの程度の滞在があればよいのか、滞在目的はどうするのかについては、必ずしも明確ではない。
そのため、日本においては、戸籍実務において、一応の認定基準が設けられている。

## 日本の戸籍実務における常居所
日本の国際私法では、常居所は親族法の分野を中心とする多くの法律関係につき、準拠法を決定するために用いられている。一例を挙げると、婚姻の効力は、夫婦の国籍が異なるときは夫婦の常居所地法による旨定められている（法の適用に関する通則法25条）。
常居所の定義は法律に明文の規定がなく解釈によることとなるが、戸籍事務上は法務省民事局長通達「法例の一部を改正する法律の施行に伴う戸籍事務の取扱いについて」（平成元年10月2日付民二第3900号）に従い、常居所を認定することとなる。その内容は、おおむね以下の通りである。
- 日本人について
  - 日本に住民登録があれば、日本に常居所があるものとする。出国後1年以内でも同様。
  - 出国後1年〜5年の場合は、原則として日本に常居所があるものとする。ただし、重国籍者が日本以外の国籍国に滞在している場合などは当該国に常居所があるものとする。
  - 外国に5年以上滞在している場合は当該国に常居所があるものとする。
- 外国人について
  - 以下の者は、居住期間にかかわらず日本に常居所があるものとする。
    - 日本で出生後、出国していない者
    - 日本人の子として出生した者等
    - 「特別永住者」の在留資格をもって在留する者

  - その他の者は、在留資格に応じて日本に引き続き1年または5年以上在留している場合に、日本に常居所があるものとする。
    - 永住目的又はこれらに類する目的の場合は、1年の滞在と登録で足りる。これらには、「永住者」、「日本人の配偶者等」（日本人の配偶者に限る。）、「永住者の配偶者等」（永住者等の子として本邦で出生しその後引き続き本邦に在留している者を除く。）又は「定住者」の在留資格をもって在留する者が含まれる。
    - 上記以外の滞在目的の場合は、原則として5年の滞在が必要。
    - ただし、在留資格が「外交」、「公用」または「短期滞在」である者、日米地位協定9条1項に該当する者（米軍人・軍属およびその家族）、不法入国者・不法残留者は、日本に常居所がないものとする。

  - 国籍国における常居所の認定は日本人の日本における常居所の認定に準じて取り扱い、その他の外国における常居所の認定は外国人の日本における常居所の認定に準じて取り扱う。

なお、これらの基準は、地方法務局および市区町村長が戸籍事務を取り扱うときの基準であり、裁判規範とはならない。例えば、裁判で常居所を認定する際には、在留資格の有無は要件事実とはされない。